# Rene Kirby
Rene Kirby (Burlingiton, 27 de fevereiro de 1955 – Burlington, 11 de julho de 2025) foi um ator americano de cinema e televisão. Ele é talvez mais conhecido por sua atuação no filme dos Irmãos Farrelly, O Amor É Cego. Neste filme, ele interpreta o papel de Walt, um homem que, como o próprio Kirby, nasceu com espinha bífida.

## Morte
Kirby morreu em 11 de julho de 2025, aos 70 anos.

## Filmografia
| Cinema | Cinema         | Cinema    |
| Ano    | Filme          | Papel     |
| ------ | -------------- | --------- |
| 2001   | O Amor É Cego  | Walt      |
| 2003   | Ligado em Você | Phil Rupp |

| Televisão | Televisão                                   | Televisão  | Televisão     |
| Ano       | Titulo                                      | Personagem | Notas         |
| --------- | ------------------------------------------- | ---------- | ------------- |
| 2005      | "Carnivàle" Episódio "The Road to Damascus" | Hoppy      | Série para TV |